# Омуатт, Гастон
Гастон Омуатт (фр. Gaston Aumoitte; 19 декабря 1884 — 30 декабря 1957) — французский крокетчик, чемпион и серебряный призёр летних Олимпийских игр 1900.
На Играх Омуатт соревновался среди одиночек по одному мячу. Сначала он занял четвёртое место в первом раунде со счётом 18 очков. Затем, он занял второе место во втором, набрав 18 очков. В финале он занял первое место, набрав 15 очко. Также он соревновался в соревнованиях пар вместе с французом Жоржом Жоэном. Они были единственными соревнующимися, и, проведя только один матч без противника, выиграли золотые медали.